# Öleinheit
Die Öleinheit (ÖE) ist eine Maßeinheit für die Energie, die in Form von Heizstoffen vorliegt, bzw. den Energieverbrauch in Verbrennungsprozessen, beispielsweise bei der Stromerzeugung. Sie wird auch Rohöleinheit (RÖE) genannt, oder Öläquivalent, englisch oil equivalent (oe), in der Energietechnik (Heizen) auch speziell Heizöläquivalent. 
Sie wurde auf den „glatten“ Wert von 10.000 Kilokalorien festlegt, was ungefähr dem Energiegehalt von einem Kilogramm Rohöl entspricht. Aus praktischen Gründen wird oft toe (one tonne of oil equivalent) verwendet, also die Energiemenge aus der Verbrennung von einer Tonne Erdöl.

## Öleinheit im Gewichtsbezug
Der Energieverbrauch wird aus praktischen Erwägungen meist in Millionen oder Milliarden Tonnen Öläquivalent angegeben. Übliche Schreibweisen dafür sind
- 1 toe = 1000 ÖE
- ktoe (kilotonne Öleinheiten) (1 Kilotonne = 1000 Tonnen),
- Mtoe (Megatonne Öleinheiten) (1 Megatonne = 1 Million Tonnen),
- Gtoe (für Gigatonne Öleinheiten) (1 Gigatonne = 1 Milliarde Tonnen)

Umrechnungen:
- 1 ÖE = 41,868 MJ (Ö) = 10.000 kcalIT = 11,63 kWh ≈ 1,428 SKE (S)
- 1 Mtoe = 11,63 TWh
- 1 SKE (S) = 0,7 ÖE = 7.000 kcalIT = 29,3076 MJ = 8,141 kWh

pro Jahr:
- 1 ÖE pro Jahr entspricht einer mittleren Leistung von 1,328 W.

## Öleinheit in Barrel (Volumen)
Barrels of oil equivalant (boe, Barrel Öleinheiten) ist eine von Erdöl- und Erdgas-Unternehmen in ihren Finanzberichten benutzte Maßeinheit, mit der Erdöl- und Erdgasreserven sowie Fördermengen in einer Zahl zusammengefasst werden können. Eine boe entspricht einem Barrel Erdöl (ca. 159 l) oder 6000 Kubikfuß Erdgas, da der Energiegehalt von 1000 Kubikfuß Erdgas einem Sechstel des Energiegehaltes eines Barrels Erdöl entspricht.

## Heizöläquivalent
Heizöläquivalent verwendet man, um vom Heizstoff unabhängige Vergleichsrechnungen durchzuführen. Verwendet wird im Allgemeinen der Bezug zu einem Liter Heizöl EL (Volumen Liefermenge). Die Steinkohleeinheit (SKE) ist in der Energietechnik üblich (Vergleich von Kraftwerkleistungen), das Heizöläquivalent im Bauwesen und Wärmetechnik (Vergleich von Heizsystemen, Wärmedämmung, Gebäudeformen usw.).
| Brennstoff                         | Heizwert kWh (J)/kg | Heizwert MJ (J)/kg | Heizwert MWh/m³ | Rohdichte kg/dm3 | Handelsdichte (D) kg/m3 | Energie- äquivalent | Handelsmenge entspricht        | Lagervolumen m³ |
| ---------------------------------- | ------------------- | ------------------ | --------------- | ---------------- | ----------------------- | ------------------- | ------------------------------ | --------------- |
| Heizöl EL                          | 11,8                | 42,6 (Ö)           | 10              | 0,84             | 0.840                   | 1 l                 |                                | 1 (1000 l)      |
| Steinkohle (Q)                     | 08,1 08,3           | 29 30              | 07 09           | 1,3 1,9          | 0.900 1.100             | 1,2 kg              | 1 t ≈ 800 l                    | 1,2             |
| Erdgas L                           | 11,3                | 40                 | 00,0093         | 0,00082          | 0.000,82                | 1 m³                | 1 m³ ≈ 1 l                     | 1000            |
| Brennholz (Q) (Hartholz/Weichholz) | 04,2 04,3           | 15 15,5            | 02,8 02,0       | 0,69 0,47        | 0.480 0.330             | 3,5 dm3 5 dm3 (H)   | 1 Rm ≈ 200 l 1 Rm ≈ 150 l      | 5 7             |
| Holzpellets (P1)                   | 05                  | 18                 | 03,25           | 1,12             | 0.650                   | 3 l (lose)          | 1 t ≈ 500 l 15 kg ≈ 7,5 l (P2) | 3               |

## Erdöleinheit (Internationale Bevorratung)
Im Erdölbevorratungsgesetz, das Importeure in Österreich (analoge auch in der EU) verpflichtet, Vorrat für voraussichtlich 90 Tage (25 % eines Jahresumsatzes per 1. April) einzulagern oder einlagern zu lassen, wird 1 kg Rohöl als 1 Erdöleinheit definiert.
Erdölprodukte im allgemeinsten Sinn, bis hin zu biogenen Treibstoffen, Bio-Wasserstoff und Pflanzenölen werden je kg mit 1,20 Erdöleinheiten gleichgesetzt.
Basierend auf dem Staatsvertrag Übereinkommen über ein Energieprogramm von 17 Ländern Westeuropas samt Schweiz, Japan, Kanada, USA aus 1974/76 verpflichten sich diese Staatengruppe zur Lagerung von Erdölprodukten als Strategische Ölreserve für 90 Tage autonome Notversorgung. Im Zusammenhang dieses Internationalen Energieprogramms wurde die Internationale Energieagentur errichtet.